# صليب مسهم

صليب مُسهم ، أو الصليب باربي

صليب مُسهّم يُطلق على الصليب الذي تنتهي أذرعه برؤوس الأسهم، يُسمى «صليب باربي» في المُصطلحات التقليدية لشعارات النبالة. في الاستخدام المسيحي، تشبه نهايات الصليب صخور السنانير أو رماح السمك. حيث يلمح إلى رمز سمكة المسيح، ويشير إلى «صيادو الرجال» في الإنجيل. 
في الاستخدام الحديث، أصبح الرمز مُرتبطًا بالمُنظمات المُتطرفة بعد استخدام رمز (Nyilaskereszt) في المجر في الثلاثينيات والأربعينيات كرمز للحزب السياسي الهنغاري، حزب الصليب المُسهّم. يتكون الرمز من اثنين من الأسهم ذات النهاية المزدوجة في تكوين متقاطع على خلفية دائرية بيضاء. لا يزال رمز تقاطع السهم محظورًا في المجر.
يتم استخدام رمز مشابه، وهو صليب نجمي، من قبل الحركة القومية، وهي مجموعة ذات تفوق أبيض مقرها في الولايات المتحدة. 
صليب مسهم المستخدم سابقًا من قبل الكتائب الفنزويلية، وهي مجموعة يمينية متطرفة مقرها في فنزويلا.

## انظر أيضًا

شارة حزب الصليب المُسهّم